# Osretci
Osretci este un sat din comuna Kolašin, Muntenegru. Conform datelor de la recensământul din 2003, localitatea are 75 de locuitori (la recensământul din 1991 erau 135 de locuitori).

## Demografie
În satul Osretci locuiesc 66 de persoane adulte, iar vârsta medie a populației este de 54,7 de ani (46,9 la bărbați și 61,9 la femei). În localitate sunt 38 de gospodării, iar numărul mediu de membri în gospodărie este de 1,97.
|  |

| Demografie | Demografie | Demografie |
| An         | Locuitori  | Locuitori  |
| ---------- | ---------- | ---------- |
|            |            |            |
|            |            |            |
|            |            |            |
|            |            |            |
| 1948       | 433        |            |
| 1953       | 499        |            |
| 1961       | 371        |            |
| 1971       | 339        |            |
| 1981       | 265        |            |
| 1991       | 135        | 132        |
| 2003       | 75         | 75         |

| \| Componența etnică conform recensământului din 2003[2] \| Componența etnică conform recensământului din 2003[2] \| Componența etnică conform recensământului din 2003[2] \| Componența etnică conform recensământului din 2003[2] \| Componența etnică conform recensământului din 2003[2] \| \| ----------------------------------------------------- \| ----------------------------------------------------- \| ----------------------------------------------------- \| ----------------------------------------------------- \| ----------------------------------------------------- \| \| \| \| \| \| \| \| Muntenegreni \| Muntenegreni \| \| 54 \| 72% \| \| Sârbi \| Sârbi \| \| 17 \| 22,66% \| \| necunoscută \| necunoscută \| \| 4 \| 5,33% \| |              |  |    |        |
| Componența etnică conform recensământului din 2003 |              |  |    |        |
| |              |  |    |        |
| Muntenegreni | Muntenegreni |  | 54 | 72%    |
| Sârbi | Sârbi        |  | 17 | 22,66% |
| necunoscută | necunoscută  |  | 4  | 5,33%  |